# Lift de televisor

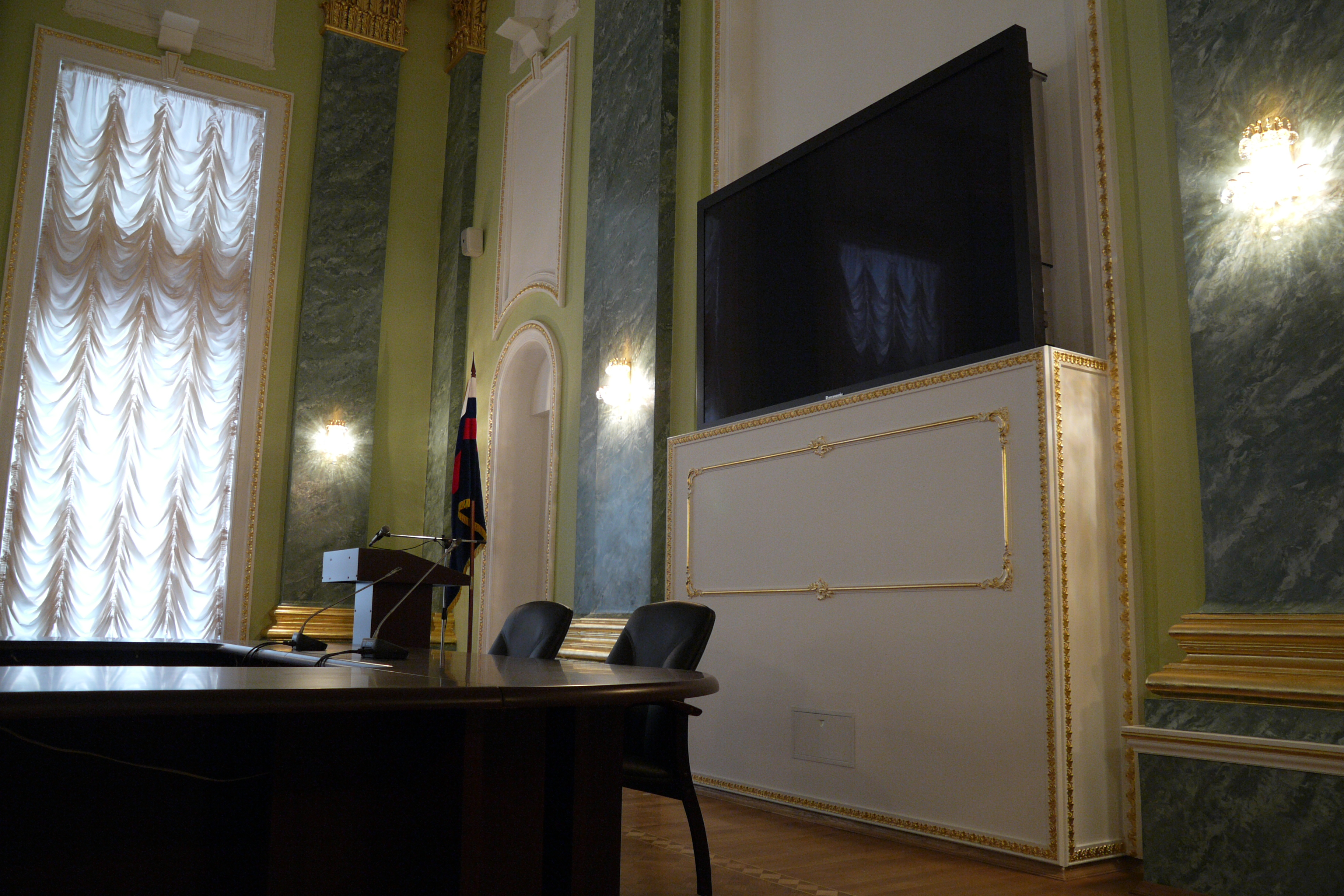
Dispositivo de elevación vertical Pop-Up

 Un Televisor-Lift, abreviado  TV-Lift, Lift de pantallas planas  o también sistema de elevación de pantallas planas, es un sistema que sirve para que los televisores puedan salir de los muebles, techos o tabiques en sentido vertical u horizontal mediante un dispositivo eléctrico. La razón principal para el uso de un sistema de elevación de TV es el encaje de un televisor en el diseño de la habitación, sin que el televisor desentone en él. Los dispositivos de elevación de televisores, debido a los altos costos que conllevan los proyectos globales asociados con él, son considerados un producto de lujo y se utilizan sobre todo en apartamentos de lujo, salas de conferencias, jets privados y yates.

## Historia
Los primeros dispositivos de elevación de televisores irrumpieron a principios de 1950 al mercado estadounidense. Debido a las peculiaridades de los antiguos televisores con tecnología de tubo de rayos catódicos, estos dispositivos eran generalmente muy grandes y pesados, por lo que requerían mucho espacio para su montaje. Al principio, los dispositivos de elevación de televisores existentes eran principalmente dispositivos que propulsaban el televisor hacia arriba y hacia el exterior de un mueble o de un tabique de separación de la habitación. Los dispositivos verticales de elevación desde el techo se utilizaron por primera vez a mediados de la década de los setenta puesto que la industria de la televisión en este período producía televisores de tubo más planos y ligeros. A principios de los años 2000, con la introducción de pantallas de plasma, se introdujeron en el mercado sistemas menos voluminosos (dispositivos de Flatlift).  Después de que los televisores de LEDs más ligeros sustituyeran la tecnología de pantalla plana de plasma en el 2011, la técnica se pudo simplificar aún más.

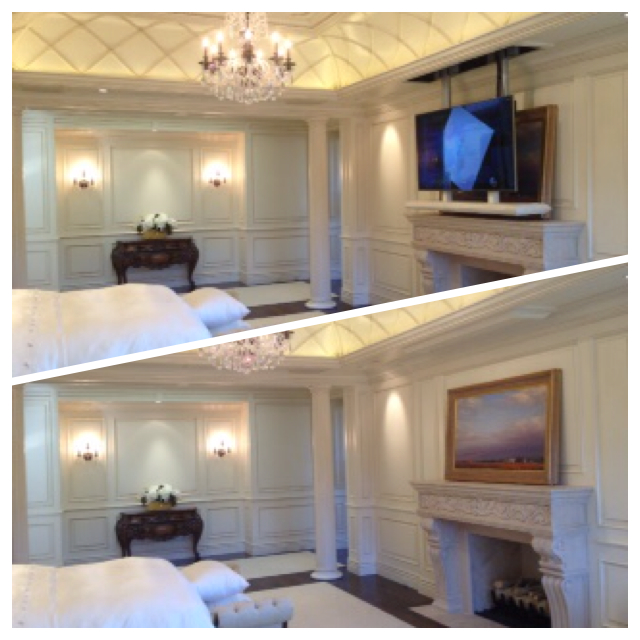
Dispositivo de elevación de techo para televisores Pop-Down

## Tipos y diseños de dispositivos de elevación de TV
Los siguientes sistemas tienen en común una regla general, y es que en la mayoría de los casos el aparato de televisión está montado con el estándar de soporte Vesa o integrado en este. Existe un adaptador para les estándares divergentes. Por lo demás, en la mayoría de los casos, es factible realizar una combinación a partir de los siguientes dispositivos con diferentes soluciones de tapas.

### Pop-Up

tv grúa de techo

Los sistemas de elevación de televisores están disponibles con diferentes diseños. El diseño más generalmente utilizado en el método vertical es un sistema de tubos compuesto de varios elementos constructivos que, accionados mediante unos husillos internos y varios motores eléctricos, son enderezados y propulsados hacia arriba. Gracias a este mecanismo de movimiento de cada uno de los tubos, el televisor cambia su posición. El funcionamiento de tubos verticales centrado, que es el más utilizado, está equipado en la parte inferior de un pie de apoyo que asegura un montaje estable en el objeto de la instalación.
Dependiendo del fabricante, también se utiliza, para lagunas aplicaciones verticales del dispositivo de elevación de televisores, el sistema constructivo en forma de U. En este sistema constructivo en U, una plataforma extrae el televisor hacia el exterior del mueble gracias a un motor tubular. Este tipo de construcción de dispositivo de elevación del televisor en forma de U es considerado anticuado hoy en día.

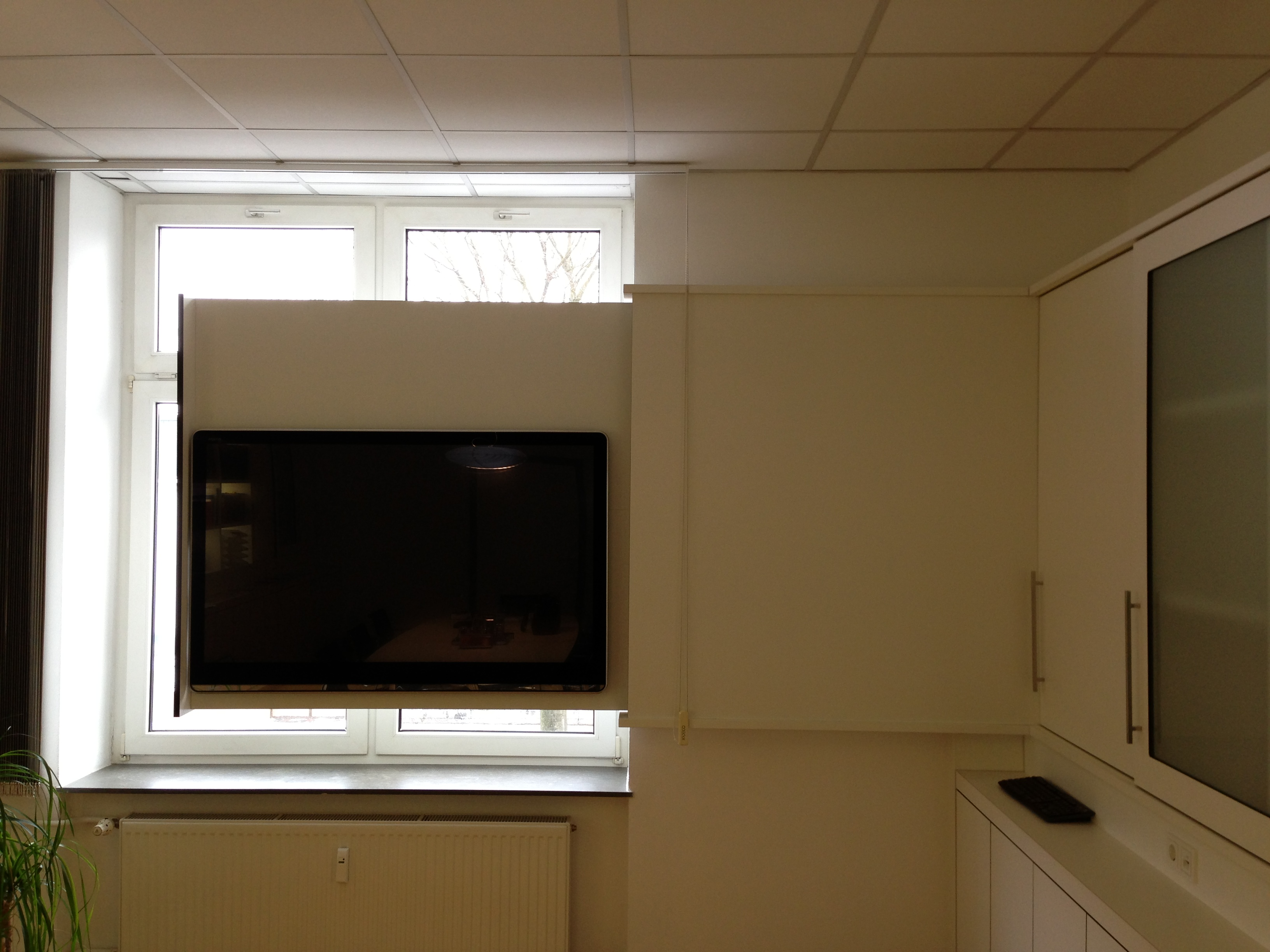
tv- despliegue de lado

### Pop-Down
En el caso de los sistemas de elevación de televisores de techo retráctiles verticalmente, el diseño del sistema es similar ópticamente al de los sistemas de elevación de TV verticales, pero, debido a que el esfuerzo es realizado mediante tracción, se utilizan motores y componentes homologados y dimensionados especialmente para estos tipos de sistemas. Estos son mucho más caros que los mismos componentes basados en una aplicación por empuje debido a que los primeros deben compensar mayores fuerzas de amarre.
La solución de tapa se realiza de forma congruente con los sistemas de elevación de TV Pop-Up, sólo que en la dirección opuesta.
Sistema de elevación con salida lateral
Los sistemas de elevación de televisores con salida lateral se utilizan principalmente en muebles o tabiques intermedios. Por medio de una o varias guías y motores, es posible hacer salir lateralmente el televisor de un mueble o de una pared. Algunos fabricantes proponen en modelos especiales incluso una rotación con el dispositivo en estado extendido. Ello permite que la TV pueda salir lateralmente del armario y que luego pivote en una dirección de la habitación, lo cual posibilita la libre elección de la distribución de los asientos y de su orientación.

### Sistemas de elevación de monitores
La concepción de un sistema de elevación del monitor es en gran medida similar al sistema de elevación vertical de televisores Pop-Up, excepto que la mímica del motor y el sistema eléctrico están montados en el interior de un módulo de chapa. El sistema está diseñado para pequeños tamaños de monitores de PC. Se utilizan principalmente en mesas de salas de conferencia para ahorrar espacio. Los sistemas de elevación de monitor se insertan desde arriba en un hueco de la mesa realizado por un carpintero o ebanista y se fijan por medio de tornillos por debajo en la base del hueco de la mesa. La parte superior del sistema de elevación del monitor es a menudo una placa superior de acero inoxidable pulido. Mediante la pulsación de un botón, una tapa con la forma de la sección del hueco de la mesa se retrae hacia atrás y hacia el interior del dispositivo de elevación del monitor y le deja el camino libre hacia el exterior. Este último se desplaza automáticamente hacia arriba y una vez en su posición final, puede ser inclinado eléctricamente si se quiere. Algunos fabricantes fabrican el dispositivo de elevación con pantallas incorporadas. Existen sistemas de elevación de monitores en diversos tamaños, de 15 pulgadas a 42 pulgadas.

### Sistema de elevación para paneles de la pared

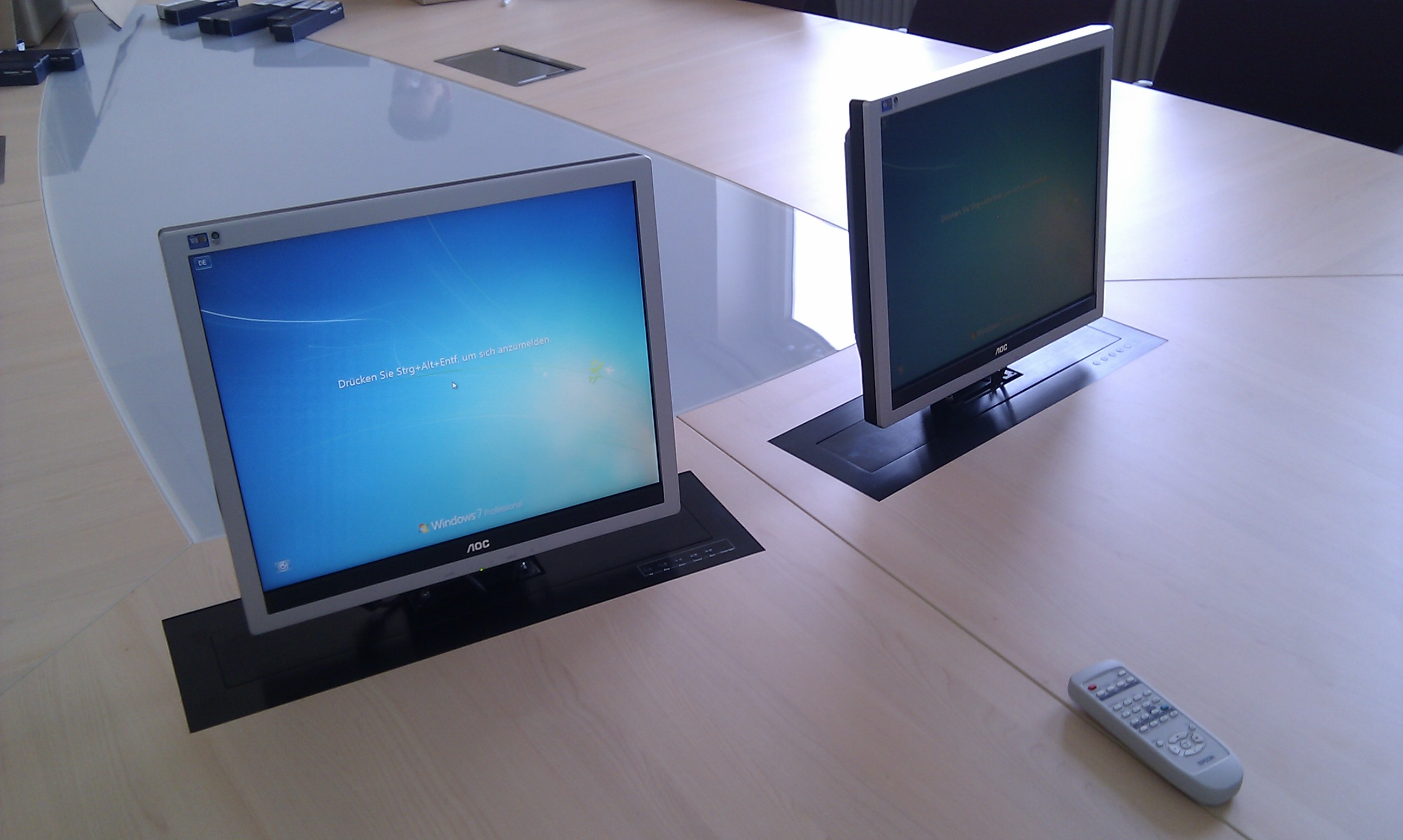
Sistema de elevación de monitores

Cuando un panel de la pared cambia automáticamente, existen las más diferentes versiones. Algunos sistemas funcionan con carriles de guía y cables con poleas, otros sistemas, por el contrario, lo hacen mediante ranuras y correas. Básicamente, se logra el mismo efecto con todos los sistemas a pesar de las diferentes versiones. El televisor espera detrás de un panel de la pared que está al ras de esta. Mediante una presión sobre el motor, el panel de la pared se mueve hacia el interior y, dependiendo del lugar de montaje, se eleva o desciende automáticamente y libera así el espacio para el televisor. El televisor avanza en lugar del panel de la pared hasta quedar al ras de la pared. En las construcciones especiales, el televisor puede rotar o pivotar en diferentes direcciones.

### Sistema de elevación de cuadros/fotos de gran formato

sistema elevador imagen

El sistema de elevación de cuadros/fotos de gran formato está compuesto, en la mayoría de casos, de un marco de aluminio. Este sistema esconde el televisor instalado en un hueco de la pared. Existen sistemas de elevación de cuadros/fotos de gran formato en diferentes tamaños para diferentes tamaños de cuadros/fotos de gran formato. En los sistemas de elevación profesionales de cuadros/fotos de gran formato, la parte posterior del marco puede ser anclada, sujetada mediante pinzas o atornillada. Mediante el botón del control remoto, el dispositivo de elevación de cuadros/fotos de gran formato desplaza el cuadro/foto de gran formato hacia arriba o hacia abajo y despeja de esta manera la vista hacia el televisor. Algunos fabricantes realizan modelos especiales con una combinación del dispositivo de elevación de cuadros/fotos de gran formato y la posibilidad de giro del televisor.

### Sistema giratorio del televisor
El sistema giratorio de televisores es simplemente atornillado como los soportes murales para pantallas planas convencionales, o atornillando en un armario o mueble. Dependiendo de la dirección de montaje, el sistema giratorio de televisores puede pivotar hacia la izquierda o hacia la derecha. Ello permite ver la televisión desde perspectivas diferentes y cambiantes. Los sistemas de televisión giratorios pueden combinarse en modelos especiales, entre oros, con otros aparatos, lográndose así una instalación de televisors invisible. Algunos fabricantes ofrecen además la programabilidad del ángulo de giro con una exactitud de un grado.

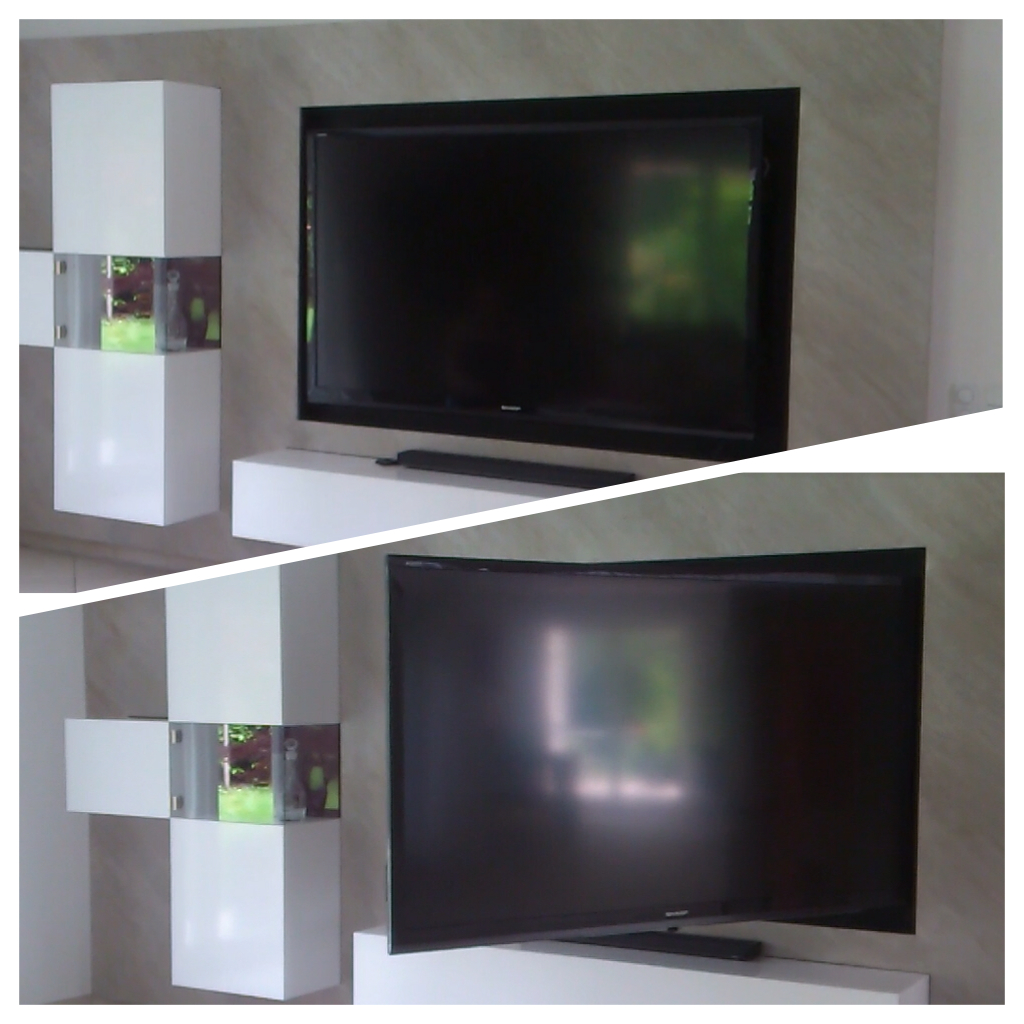
sistema giratorio de tv

El sistema giratorio de televisores es simplemente atornillado como los soportes murales para pantallas planas convencionales, o atornillando en un armario o mueble.  Dependiendo de la dirección de montaje, el sistema giratorio de televisores puede pivotar hacia la izquierda o hacia la derecha.  Ello permite ver la televisión desde perspectivas diferentes y cambiantes.  Los sistemas de televisión giratorios pueden combinarse en modelos especiales, entre oros, con otros aparatos, lográndose así una instalación de televisores invisible.  Algunos fabricantes ofrecen además la programabilidad del ángulo de giro con una exactitud de un grado.

### Sistema de elevación de videoproyectores ou de proyectores

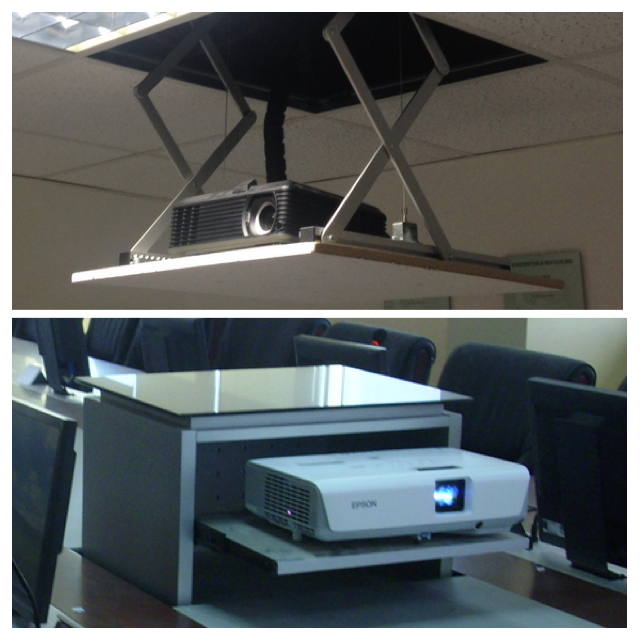
Sistema de elevación de videoproyectores ou de proyectores

Además de los sistemas de elevación de televisores, existen también el sistema de elevación parejo de videoproyectores o de proyectores. En estos sistemas de elevación de videoproyectores existen dos grupos de aparatos. Existe, por una parte, el dispositivo de elevación de videoproyectores que los hace bajar verticalemente por el falso techo y existe, por otra parte, dispositivos de elvación de videoproyectores para una integración en un pupitre o un mueble. En el último caso, el proyector sale verticalmente y hacia arriba del mueble o de la mesa. La concepción de los dos sistemas es generalmente en aluminio ultraligero. Gracias a un mecanismo de tijera o a guías especiales, en la mayoría de las aplicaciones se consigue un guiado del aparato estable. El motor de un sistema de elevación de videoproyectores está compuesto a menudo por un motor tubular, o por otro motor eléctrico que hace girar un árbol. La plataforma inferior sobre la que ese apoya el videoproyector puede descender gracias a correas o cadenas. Los sistemas de elevación de videoproyectores existen en versiones ultraplanas e incluso en versiones "Stage" (para plataformas) con una elevación de 5 metros o más, así como con una capacidad de carga de varias centenas de kilos.

## Trampillas de techos
Si el sistema de elevación de televisores está integrado en mueble, en el techo de una habitación o en un falso techo, existen diferentes soluciones con trampillas de techo :
- Tapa retráctil con bisagras, que es presionada por el dispositivo de elevación de televisor
- Tapa flotante que se mueve sale junto al televisor
- un cajón de revestimiento del televisor o carcasa se desplaza hacia el exterior
- solución automática, la tapa es empujada hacia fuera y se retrae hacia el interior del mueble.

Esta última solución se utiliza principalmente, debido a los costos adicionales de una tapa o cubierta eléctrica, en yates, porque la tapa debe ser guiada siempre debido a los movimientos de cabeceo y balanceo del barco. Sin embargo, existen también proyectos en tierra, en los cuales, por razones estéticas, el movimiento de la tapa se controla eléctricamente.

## Medidas de seguridad
Algunos sistemas de elevación de TV pueden ser equipados con bordes sensibles o con un sistema de vigilancia anticolisión programable. Este último es absolutamente necesario para los sistemas que funcionan automáticamente. Si el sistema de elevación del televisor posee un interruptor de vigilancia, este sistema se detendrá tan pronto como el operador suelte el botón del receptor radio. En el sistema de vigilancia anticolisión se mide el consumo de corriente en cada momento. Si este consumo aumenta en un corto plazo hasta alcanzar un pico, la caja de control se para y hace que el televisor se desplace en la dirección opuesta con el fin de extraer el obstáculo que impide su movimiento.